# Red Sea Jazz Festival
Le Red Sea Jazz Festival est un festival de jazz qui se déroule chaque année pendant la dernière semaine du mois d'août à Eilat, en Israël.
Le premier Red Sea Jazz Festival a eu lieu en 1987. Le festival dure quatre jours et propose 9-10 concerts par soir, 6 ateliers avec des artistes invités et des sessions de jam tous les soirs. Tous les spectacles ont lieu à l'extérieur sur le port de Eilat. Les ateliers ont lieu dans un hôtel proche.
Le festival offre des spectacles par des artistes de jazz internationaux ainsi que des talents locaux. Il a aussi été l'occasion pour certains artistes de collaborer, et certaines productions ont été effectuées en exclusivité pour le festival. Ces productions ont été jouées par Randy Brecker & Mark Egan, The Jazz Beatles, Miroslav Vitouš & John Abercrombie et Charlie Haden & John Scofield.
Le festival attire 70 000 spectateurs, avec une moyenne de 2 500 personnes par concert. Il est organisé par une association à but non lucratif, et a le soutien de la municipalité de Eilat, du ministre de la Culture et du Tourisme, de l'association des hôtels de Eilat ainsi que d'autres partenaires commerciaux.
Le bassiste de jazz Avishai Cohen a été nommé directeur artistique du festival en 2008 pour remplacer Dan Gottfried, qui a créé le festival et qui a occupé ce poste pendant 22 ans. Plus de 1 500 artistes de jazz de renom ont participé à ce festival.
Un festival d'hiver de jazz, le Winter Jazz Festival, a lieu pendant trois jours le troisième week-end de janvier, depuis janvier 2010.

## Artistes célèbres

### 2006
- Mory Kante
- Gonzalo Rubalcaba
- Suthukazi Arosi
- Latin Groove Orquestra
- The Mingus Dynasty
- Rick Margitza
- Franck Amsallem

### 2007
- Tomasz Stańko
- Chris Potter
- Incognito
- Sara Lazarus
- Steps Ahead
- Conrad Herwig
- Joey DeFrancesco

### 2008
- Randy Brecker
- Bill Evans
- Kurt Elling
- Carla Bley
- Mike Stern
- Richard Bona
- Ben Riley
- Oregon
- Terri Lyne Carrington
- John Fedchock
- Omar Sosa
- Zbigniew Namyslowski
- Avishai Cohen

### 2009
- Dee Dee Bridgewater
- John Scofield
- Eli Degibri
- Rob Ickes
- Paquito D'Rivera
- Lionel Loueke
- Jean-Michel Pilc
- Chano Domínguez
- Kurt Rosenwinkel
- Marina Maximilian Blumin
- Mercadonegro

### 2010
- Rickie Lee Jones
- Dave Weckl
- Gary Burton
- Nikki Yanofsky
- Jeff Watts
- Hermeto Pascoal
- Dave Douglas
- Stefon Harris
- Berry Sakharof

### 2011
- Avishai Cohen
- Michael Kaeshammer
- Steve Smith
- Grégoire Maret
- Gretchen Parlato
- Asaf Avidan
- Yael Deckelbaum
- Yoni Rechter
- Zohar Fresko